# JE (émission de télévision)
Pour les articles homonymes, voir JE.
JE (anciennement J.E. pour « journalisme d'enquête  ») est une émission de télévision de journalisme d'enquête diffusée sur le réseau TVA et en rediffusion sur LCN.

## Synopsis
Fort d'une équipe de 2 animateurs et de 7 journalistes-recherchistes, JE enquête sur des cas, soumis par le public, de fraudes, de procédures juridiques abusives ou stagnantes, d'entreprises ou de particuliers malhonnêtes, etc. L'émission a pour but, entre autres, d'aider le citoyen à régler des situations en impasse ou qui le dépassent.

## Présentateurs
De 1993 à 2001, l'émission était animée par Jocelyne Cazin et Gaétan Girouard (jusqu'en 1999).
De 2001 à 2013, les animateurs sont Annie Gagnon et Michel Jean.
Paul Larocque prend le relais à partir de l'automne 2013.
De 2018 à décembre 2020, Marie-Christine Bergeron est l'animatrice.
Depuis janvier 2021, le journaliste Félix Séguin est à la barre de l'émission.